# Prince Charles Park
El Prince Charles Park es un estadio de rugby y fútbol localizado en la ciudad de Nadi, Fiyi. Posee una capacidad de 10.000 personas y alberga al Nadi FC de la Liga Nacional. 
Además, en 1999 fue una de los sedes, junto con el Churchill Park de Lautoka, del Campeonato de Clubes de Oceanía 1999.